# Hillsboro (Alabama)
Hillsboro es un pueblo ubicado en el condado de Lawrence en el estado estadounidense de Alabama. En el censo de 2000, su población era de 608.

## Demografía
En el 2000 la renta per cápita promedia del hogar era de $ 40.714$, y el ingreso promedio para una familia era de 52.000$. El ingreso per cápita para la localidad era de 14.457$. Los hombres tenían un ingreso per cápita de 26.979$ contra 22.083$ para las mujeres.

## Historia
Hillsboro comenzó a finales de la década de 1830 como una pequeña comunidad conocida como "Gilmersville", que se encontraba al este de la ciudad actual. El nombre fue inspirado por una familia de los primeros colonos. Cuando se construyó el ferrocarril en la zona en la década de 1860, la ciudad se trasladó a su ubicación actual junto a las vías. La ciudad se desarrolló a lo largo de la segunda mitad del siglo XIX como una importante parada para los trenes y un centro de transporte local. Con el tiempo, el nombre de la ciudad se cambió a "Hillsborough", y la ortografía actual se adoptó en 1891.

## Geografía
Hillsboro está situado en 34°38′17″N 87°11′18″O / 34.63806, -87.18833 (34.638029, -87.188287).
Según la Oficina del Censo de los EE. UU., la ciudad tiene un área total de 1.92 millas cuadradas (4.97 km²).